# Baio (mitologia)
Nella mitologia greca,  Baio  era il nome di uno degli amici di Ulisse.

## Il mito
Ulisse, re di Itaca, partì per la guerra di Troia con la sua flotta, al comando della quale vi era il prode Baio, che si perse durante la guerra e non tornò con Ulisse, evitando in tal modo le avventure dell'Odissea. Una volta ripresa la via del mare, non cercò il ritorno a casa, anche pensando erroneamente che il suo padrone fosse morto negli anni trascorsi e fondò nei suoi viaggi diverse città, fra cui Baia in Campania (Italia).
Altre fonti indicano in Baio uno dei compagni di Ulisse che partecipò all'accecamento di Polifemo, versando dall'otre il vino nella coppa, offerta poi da Ulisse al Ciclope.

### Moderna
- Angela Cerinotti, Miti greci e di roma antica, Prato, Giunti, 2005, ISBN 88-09-04194-1.
- Anna Ferrari, Dizionario di mitologia, Litopres, UTET, 2006, ISBN 88-02-07481-X.
- Anna Maria Carassiti, Dizionario di mitologia classica, Roma, Newton, 2005, ISBN 88-8289-539-4.